# Mosquée Murat Pacha
La mosquée Murat Pacha (en macédonien : Мурат Пашина џамија) est une mosquée ottomane située dans la ville de Skopje, en Macédoine du Nord. Elle se trouve en plein centre du vieux bazar. Elle ne doit pas être confondue avec la mosquée du Sultan Murat, qui se trouve à l'entrée du bazar.
Son origine est inconnue et on ne sait encore rien de sa date de construction ni de son commanditaire. L'édifice actuel fut en effet construit de 1802 à 1803 sur les ruines d'une mosquée disparue lors du gigantesque incendie de Skopje en 1689. 
La mosquée est surtout renommée pour son cimetière, qui contient des tombes remontant à 1741 et 1790. L'édifice est typiquement baroque tout en étant simple dans son décor. Le minaret est bien plus vieux que le reste des constructions, il appartenait à la mosquée antérieure.